# José María Rico Cueto
José María Rico Cueto (Granada, España, 12 de agosto de 1934 - San José, Costa Rica 15 de abril de 2019) fue un abogado, escritor y especialista en derecho penal y criminología español, casado en segundas nupcias con la expresidenta de Costa Rica, Laura Chinchilla.

## Biografía
Nació en Granada, España, el 12 de agosto de 1934. Hijo de José Rico Gaya y Carmen Cueto Narváez, adquirió la nacionalidad canadiense y posteriormente la costarricense, al casarse con Laura Chinchilla, con quien tuvo un hijo, José María Rico Chinchilla.

## Formación y actividad profesional
José María Rico era doctor en Derecho por la Universidad de Granada, España, licenciado en derecho y diplomado en criminología por la Universidad de París I Panthéon-Sorbonne, Francia. Fue primer caballero de Costa Rica y profesor titular en derecho penal por más de 30 años del Departamento de Criminología de la Universidad de Montreal, en Canadá y miembro del Centro Internacional de Criminonología Comparada de la misma universidad. Fue consultor de las Naciones Unidas para América Latina y de diversas instituciones internacionales tales como la  Agencia de los Estados Unidos para el Desarrollo Internacional, Banco Mundial, BID, ILANUD, y PNUD sobre temas relacionados con la administración de justicia (consejos de la judicatura, carrera judicial, policía judicial) la seguridad ciudadana, reforma policial, corrupción pública, tesauro sobre criminología y justicia penal. Asesor en asuntos policiales en diversos países (Canadá, España, Costa Rica, El Salvador, Guatemala, Panamá, República Dominicana, Colombia, Chile y Venezuela). 
Publicó más de 20 libros y monografías en varios idiomas y diversidad de artículos sobre temas relacionados con la administración de justicia penal, la policía y la seguridad ciudadana. Entre las publicaciones más destacadas se encuentran:Crimen y Justicia en América Latina (siglo XXI, 1985),  Policía y Sociedad Democrática (Alianza, 1983), Las Sanciones Penales y la Política Criminológica Contemporánea (siglo XXI, 1987), Justicia Penal y Transición Democrática en América Latina (siglo XXI, 1997), y Seguridad Ciudadana en América Latina: Hacia una Política Integral (siglo XXI, 2002).

## Como primer caballero de la república
En 2000 se casó con Laura Chinchilla, a quien había conocido una década atrás, cuando los dos trabajaban como consultores del Centro para la Administración de Justicia de la Universidad Internacional de Florida. Ella coordinaba la ejecución de proyectos en Costa Rica y él era el director académico del programa.
Como cónyuge de la presidenta Laura Chinchilla, jugó un papel discreto. Sin embargo, se le atribuye parte del éxito de la Administración de Laura Chinchilla en los temas de seguridad, en tanto contribuyó en la elaboración de la propuesta que sobre el tema se incorporó en el Plan Nacional de Desarrollo, en el seguimiento de las acciones por parte del Consejo Nacional de Seguridad y en el impulso de medidas concretas como la profesionalización de la policía, el modelo de policía de proximidad, y la construcción de la nueva sede de la Escuela Nacional de Policía en Pococí.

## Reconocimiento público
Por sus aportes a la criminología latinoamericana y sus trabajos conjuntos  con quien es considerado el padre de la criminología mexicana Alfonso Quiroz Cuarón, se le puso su nombre a una importante arteria vial en Ciudad de México, el Eje 8 Sur José María Rico.

## Fallecimiento
Falleció en San José, Costa Rica, el 15 de abril de 2019 a los 84 años de edad.